# Cocarde
Pour les articles homonymes, voir Cocarde (homonymie).

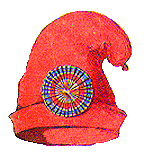
Un bonnet phrygien arborant une cocarde tricolore mais non française

Une cocarde est un insigne de couleur (en tissu ou peint) représentant un pays, une armée ou un groupe organisé.

## Dans le monde

### France
En France, la cocarde tricolore est d'abord un emblème utilisé comme insigne militaire porté par les soldats sous l'Ancien Régime pour identifier leurs corps d'appartenance avant d'être arboré par les civils. Faite de laine pour les pauvres ou de fine étoffe pour les riches, la cocarde a joué un rôle pendant la révolution de 1789, voir par exemple :
- dans le Glossaire de la Révolution française, la description des diverses cocardes
- l'adoption par Louis XVI de la cocarde tricolore.

Confectionnée en laine ou à l'aide de rubans, la cocarde tricolore est dès le début de la Révolution française le symbole du patriotisme, notion importante de la Révolution.
La cocarde devient rapidement un signe d'engagement politique. Son port est rendu obligatoire pour les hommes le 8 juillet 1792, pour les femmes le 21 septembre 1793. Le refus de porter la cocarde rend la personne suspecte et peut lui valoir huit jours de prison. En signe de défi, les contre-révolutionnaires portent, notamment en Bretagne et en Vendée, une cocarde blanche, couleur de la Royauté : le port de cette cocarde royaliste blanche fait encourir la peine de mort. Après Thermidor, le port de la cocarde s'amenuise, même s'il est théoriquement obligatoire au moins jusqu'en 1796.
Pendant la Seconde Restauration, les partisans de la Terreur Blanche arboraient la cocarde verte, aux couleurs du comte d'Artois (le frère de Louis XVIII et futur Charles X), car ils jugeaient Louis XVIII beaucoup trop modéré envers les Jacobins et les Bonapartistes. En raison du port de cette cocarde, on les nommait les verdets.
Le terme « cocarde » a souvent été repris dans les milieux nationalistes ou républicains français. L'écrivain nationaliste Maurice Barrès avait ainsi dirigé un journal nommé La Cocarde. On parle également d'écrivain ou de chansonnier « cocardier » pour désigner l'élan nationaliste de la fin du XIXe siècle. Beaucoup plus récemment, une illustration de l'utilisation de ce terme est notamment le nom porté par le syndicat étudiant La Cocarde étudiante, fondé en 2015 et généralement classé à l'extrême droite de l'échiquier politique.
Depuis le début du XXe siècle, les cocardes sont essentiellement utilisées pour indiquer la nationalité des avions militaires.

### Québec
Au Québec, le terme « cocarde » est utilisé pour désigner un badge d'identification.

## Utilisation sur les aéronefs militaires

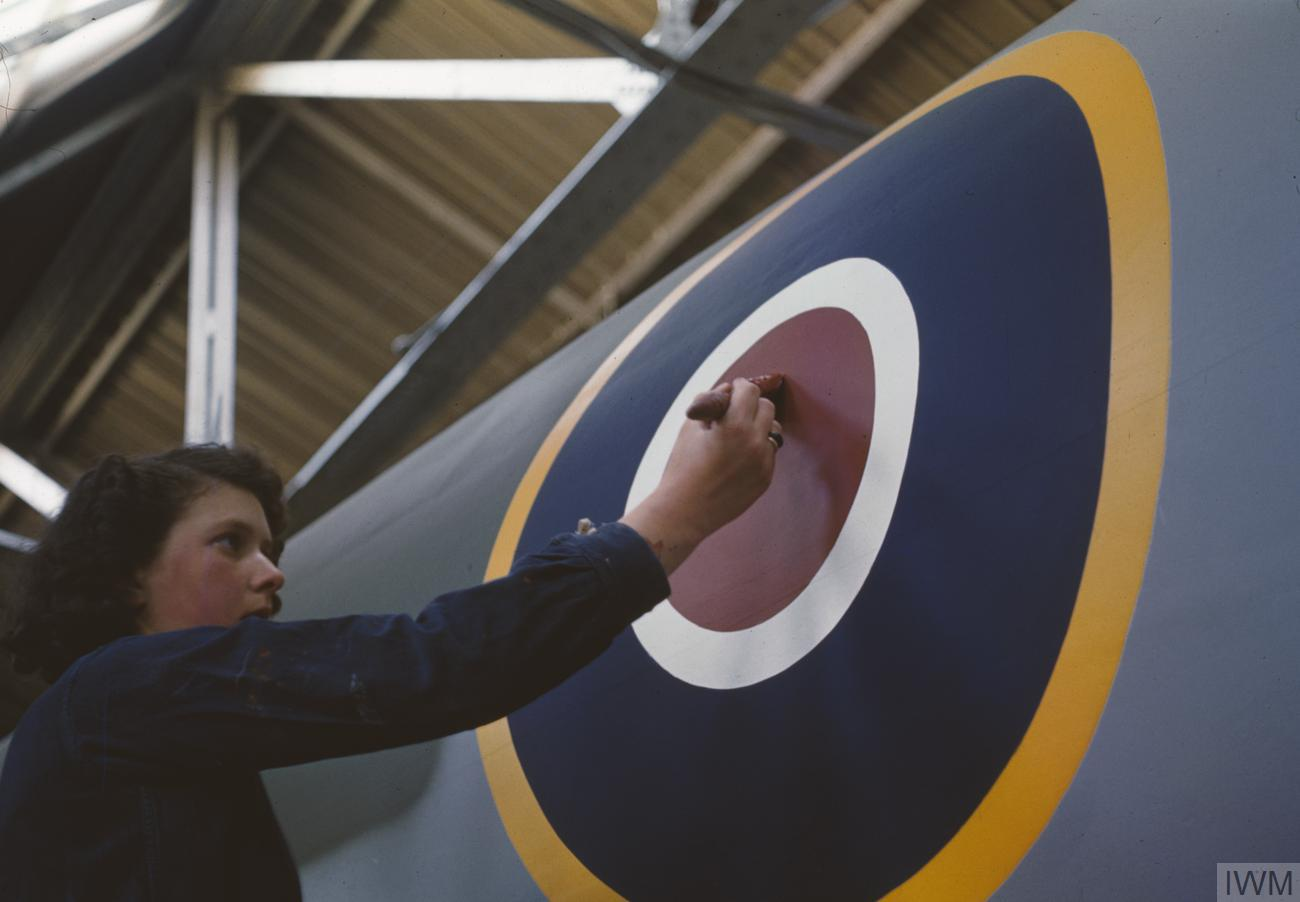
Peinture d’une cocarde sur le fuselage d’un Mosquito, en 1943 à l’usine de Hatfield du constructeur aéronautique britannique de Havilland.

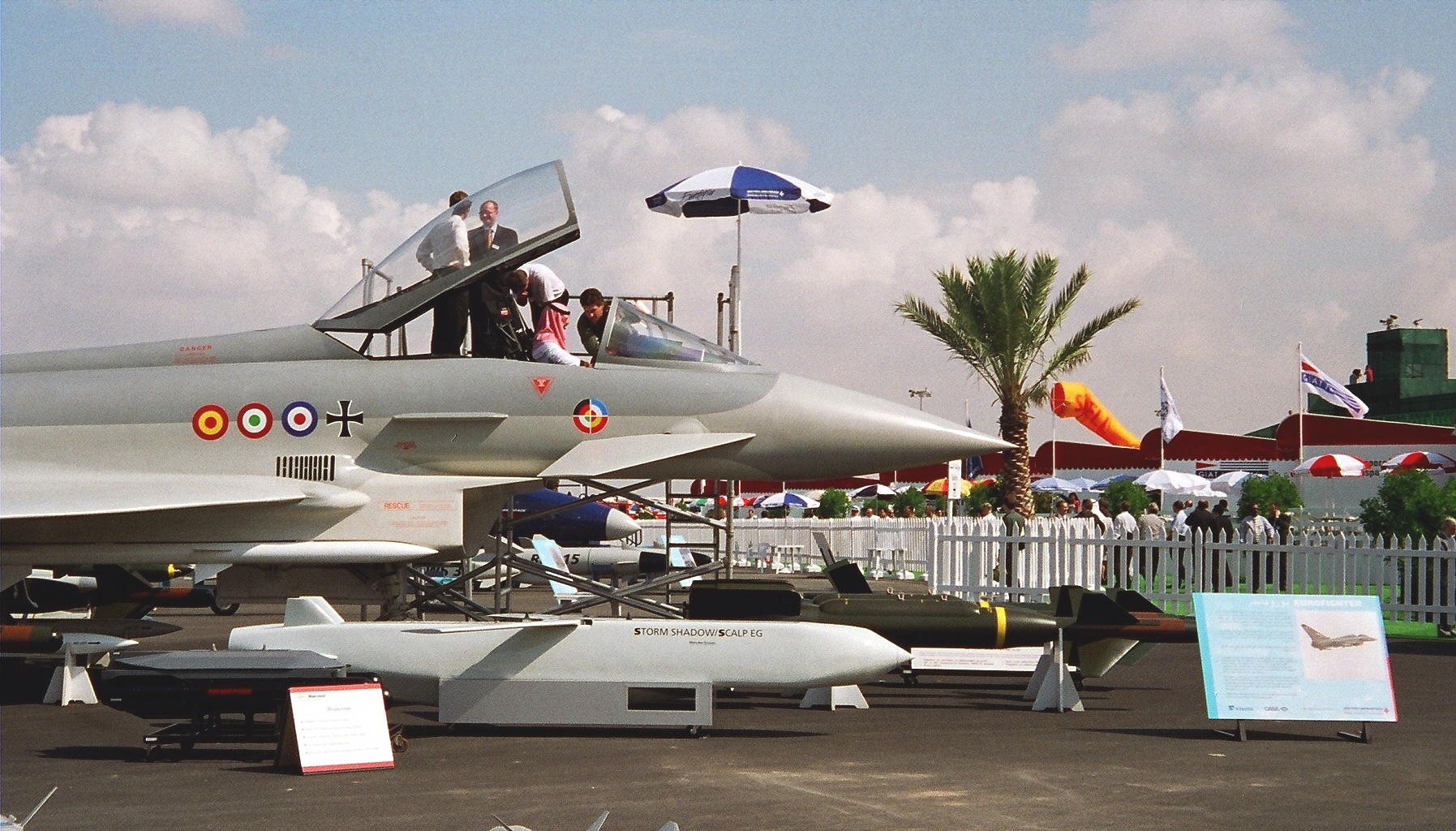
Eurofighter Typhoon prototype présenté au salon aéronautique de Dubaï de 1998. Différentes cocardes sont peintes sur son fuselage (de gauche à droite) : Espagne (Ejército del aire), Italie (Aeronautica militare), Grande-Bretagne (Royal Air Force), et Allemagne (Luftwaffe).

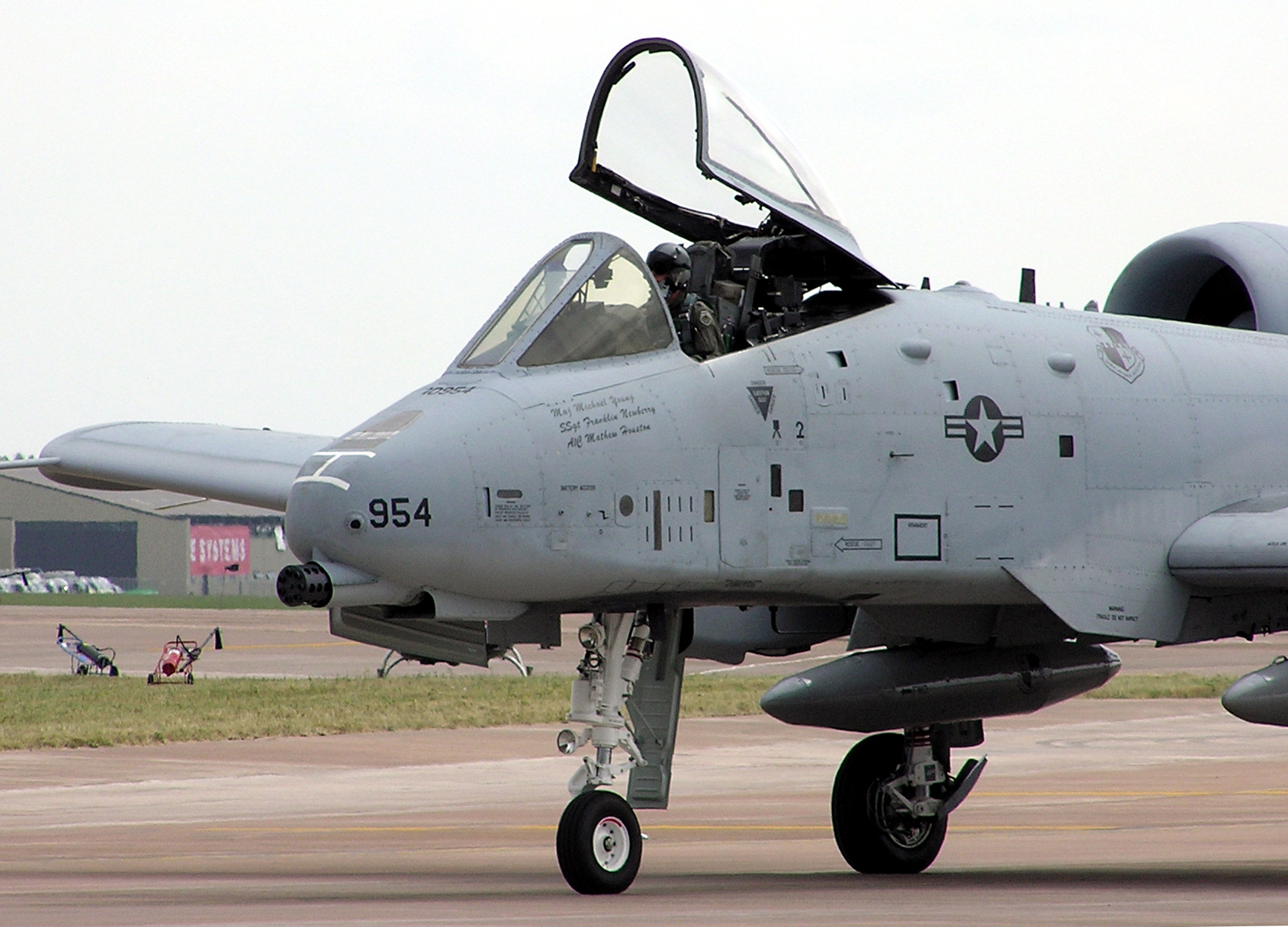
Un A-10 Warthog des États-Unis avec une cocarde à faible visibilité sur son fuselage.

La première utilisation d'une cocarde sur un aéronef militaire date de la Première Guerre mondiale et est le fait de l'Aéronautique militaire (l’ancien nom de l'armée de l'air française). Le dessin choisi était celui de la Cocarde tricolore, qui est constitué de l'emblème du drapeau français. Des cocardes similaires ont été créées et adoptées par leurs alliés en tant que cocardes pour leurs aéronefs.
Le Royal Flying Corps britannique (RFC) a abandonné l'Union Jack peint sur la dérive (pas sous les ailes) à cause du fait qu'il ressemblait beaucoup trop à la croix allemande ce qui faisait que les soldats britanniques situés dans les tranchées leur tiraient dessus car ils les confondaient avec les avions allemands. De la même façon, les cocardes des aéronefs britanniques ont été dessinées en utilisant les couleurs françaises mises à l'envers : rouge-blanc-bleu, les premières marques utilisées par les britanniques étant des cocardes blanches cerclées de rouge (couleurs anglaises).
Tous les alliés ont adopté en 1914-1918 le marquage des avions par cocardes (vert-blanc-rouge pour les Italiens, noir-jaune-rouge pour les Belges, bleu-blanc-rouge en diverses combinaisons pour les Russes, de même pour les Américains, la France ainsi que la Grande-Bretagne et les Serbes, bleu-blanc-bleu pour les Grecs...) par opposition aux marques relativement carrées des puissances centrales (croix de fer sur fond blanc pour l'Allemagne et pour l'Autriche-Hongrie (puis croix simplifiée), carré noir bordé de blanc pour l'Empire ottoman.)
Entre les pays neutres dans la guerre, les Hollandais avaient adopté une cocarde totalement orange ; les Norvégiens, des bandes rouge-blanc-bleu-blanc-rouge ; les Espagnols, rouge-jaune-rouge ; les Danois, rouge-blanc ; les Suédois, bleu-jaune.
Les premières cocardes « basse visibilité » ont été peintes durant la Première Guerre mondiale par les Anglais sur leurs avions de défense nocturne, le blanc n'étant pas peint. Le blanc a aussi disparu des cocardes d'ailes britanniques avant la Seconde Guerre mondiale, laissant la cocarde rouge-bleu actuelle, pour des raisons de moindre visibilité. Des cocardes de tailles différentes (ou de position différente) sur les deux ailes ont été peintes sur certains avions anglais pour tromper les tireurs ennemis sur la position de l'habitacle.
Le cercle jaune autour des cocardes françaises actuelles est un hommage aux Britanniques qui avaient ce cercle autour de leur cocarde de fuselage pendant la Seconde Guerre mondiale.
Ce motif de cocarde a été adopté par la suite par les forces britanniques impériales en ajoutant une feuille d'érable pour l'Aviation royale du Canada, un kangourou pour la Royal Australian Air Force, et un kiwi pour la Royal New Zealand Air Force. Pendant la Seconde Guerre mondiale, les cocardes basées sur les couleurs nationales ont été adoptées par les armées de l'air des autres pays, incluant les États-Unis d'Amérique (United States Army Air Service).
Pendant la Seconde Guerre mondiale, le cercle rouge situé à l'intérieur des logos dérivant de celui de la RAF sur les avions basés dans la région Asie-Pacifique étaient peints en blanc ou en bleu clair afin de ne pas être confondus avec le cercle rouge des avions japonais.
Ces dernières décennies, des cocardes « à faible visibilité » sont utilisées, spécialement sur les aéronefs de combat. Ces cocardes « faible visibilité » ont des couleurs sobres ou sont seulement esquissées.

## Liste non exhaustive de cocardes nationales
Ce qui suit est une liste (incomplète) des cocardes traditionnelles utilisées par diverses nations. Les couleurs sont listées de l'intérieur vers l'extérieur (c.-à-d. de gauche à droite en partant du centre). Si l'insigne utilisée par les forces aériennes ressemble à une cocarde mais diffère de la cocarde traditionnelle, celle-ci est également mentionnée.
- Afghanistan :
  -  Force aérienne afghane (2005-2009 : 2010-?)
  -  Force aérienne afghane (1983-1992)
  -  Force aérienne afghane (1980-1983)
  -  Force aérienne afghane (1948-1973 ; 1973-1979)
  -  Force aérienne afghane (1937-1947) : noir - rouge - vert
  -  Force aérienne afghane (1924-1929)
- Albanie : Armée de l'air de l'Albanie : rouge - noir - rouge
- Algérie : Armée de l'air algérienne
- Allemagne : noir - rouge - or
  -  Bundeswehr
  - 1871-1945 : rouge - blanc - noir
  - Confédération germanique 1848-1871 : or - rouge - noir
  - En addition, chaque monarchie constitutive de l'Empire allemand avait sa propre cocarde.
- Angola : Force aérienne nationale angolaise
- Argentine : bleu ciel - blanc - bleu ciel (en)
  -  en 1810, blanc et bleu ; en 1811, rouge ; et en 1812 bleu, blanc et bleu
- Arménie : Forces armées arméniennes : orange - bleu - rouge
- Autriche : Bundesheer : rouge - blanc - rouge
  - jusqu'en 1918 : noir - or
  -  Force aérienne autrichienne : blanc - rouge, avec le blanc en forme de triangle plein
- Azerbaïdjan : Force aérienne azerbaïdjanaise
- Bahreïn : Force aérienne royale de Bahreïn
- Bangladesh : Armée de l'air du Bangladesh : rouge - vert
- Belgique : Composante air : noir - jaune - rouge
- Birmanie : Aviation birmane : orange - blanc - bleu, triangulaire
- Bolivie : vert - jaune - rouge
- Brésil : 
  -  avions de la marine brésilienne : bleu - jaune - vert
  -   Force aérienne brésilienne
- Bulgarie : rouge - vert - blanc
  -  Force aérienne bulgare : blanc - vert - rouge
- Cambodge : Armée de l'air cambodgienne
- Cameroun : Armée de l'air camerounaise : vert - rouge - jaune
- Canada : Aviation royale canadienne : rouge - blanc - bleu
- Tchad : Armée nationale tchadienne : bleu - jaune - rouge
- Chili :
  - comme porté sur les « peaked cap » : bleu - blanc - rouge avec une étoile d'argent à cinq branches au milieu
  - comme porté sur les casques à pointe : rouge-blanc-bleu
- Taïwan : Force aérienne de la république de Chine
- Chine : Force aérienne chinoise
- Colombie : rouge - bleu - jaune
- Corée du Nord : Force aérienne populaire de Corée
- Corée du Sud : Force aérienne de la République de Corée
- Côte d'Ivoire : Armée de l'air (Côte d'Ivoire) : orange - blanc - vert
- Danemark : rouge - blanc - rouge
  -  Force aérienne royale danoise : blanc - rouge
- Égypte : Armée de l'air égyptienne : noir - blanc - rouge
  -  Forces aériennes égyptiennes (1937–1958)
- Émirats arabes unis : Force aérienne des Émirats arabes unis
- Équateur : rouge - bleu - jaune
- Estonie : Forces armées estoniennes : blanc - noir - bleu
- États-Unis : US Air Force : blanc - noir - rouge
- Espagne : Force aérienne espagnole : rouge - jaune - rouge
- Finlande : Force aérienne finlandaise : blanc - bleu - blanc
- France : 
  -  bleu - blanc - rouge
  -  la cocarde de l'Aviation navale de la marine française a une ancre noire dessinée sur la cocarde
- Gabon : Armée de l'air gabonaise : vert - jaune - bleu
- Grèce : bleu - blanc
  -  Force aérienne grecque : bleu - blanc - bleu
- Hongrie : rouge - blanc - vert
  - ceci reflète le drapeau de la Hongrie "and is always referred to as such", mais traditionnellement (bien que beaucoup sachent que c'est techniquement incorrect) elle est faite avec la couleur rouge à l'extérieur, comme sur l'image ci-contre ;
  - Force aérienne hongroise : réellement un triangle, a aussi la couleur rouge à l'extérieur
- Indonésie : Force aérienne de l'armée nationale indonésienne : blanc - rouge, pentagonal
- Islande : bleu - blanc - rouge - blanc - bleu
- Inde : Force aérienne indienne : vert - blanc - orange
- Irak : Force aérienne irakienne de 1931 à 2004
- Iran : Force aérienne de la République islamique d'Iran : rouge - blanc - vert
- Irlande : vert - blanc - orange
  - jusqu'à 1922 : vert ou bleu ciel
- Israël : Force aérienne et spatiale israélienne : blanc à une étoile pleine bleue à six branches
- Italie : Aeronautica Militare : vert - blanc - rouge
- Japon : Force aérienne d'autodéfense japonaise : rouge avec le bord blanc (le Hinomaru, porté comme cocarde par les officiels civils avant la Seconde Guerre mondiale)
- Jordanie : Force aérienne royale jordanienne
- Kenya : Armée de l'Air du Kenya : vert - blanc - rouge - blanc - noir
- Lettonie : Force aérienne lettonne : rouge foncé - blanc - rouge foncé
- Liban : Forces aériennes libanaises
- Libye : Forces aériennes de la Libye libre
- Lituanie : rouge - vert - jaune
  -  Force aérienne lituanienne
- Macédoine : Armée de l'Air (Macédoine)
- Mali : Forces armées et de sécurité du Mali : vert - jaune - rouge ?
- Maroc : Forces aériennes royales (Maroc) :
  -  Cocarde des avions de chasse
  -  Cocarde des avions de transport et des hélicoptères
- Mexique : Force aérienne mexicaine : vert - blanc - rouge
- Monaco : rouge - blanc
- Nigeria : Force aérienne du Nigeria : vert - blanc - vert
- Norvège : rouge - blanc - bleu - blanc
  -  Force aérienne royale norvégienne
- Oman : Force aérienne royale d'Oman
- Pakistan : Force aérienne pakistanaise : blanc - vert
- Paraguay : Force aérienne paraguayenne : bleu - blanc - rouge
- Pays-Bas : orange
  -  Armée de l'air royale néerlandaise
- Pérou : rouge - blanc - rouge
  -  Force aérienne du Pérou : rouge - blanc - rouge
- Philippines : Force aérienne philippine
- Pologne : blanc - rouge (mais d'autres couleurs furent aussi utilisées)
  -  aviation polonaise depuis 1918
- Portugal : 
  -  après 1910 : vert - rouge
  -  de 1820 à 1910 : bleu - blanc
  -  jusqu'en 1820 : bleu - rouge
  -  Forces aériennes portugaises (après 1918)
  -  Forces aériennes portugaises (jusqu'en 1918)
- Roumanie : Force aérienne roumaine : bleu - jaune - rouge
- Royaume-Uni :
  - maison royale de Stuart : blanc
  - maison royale de Hanovre : noir
  -   RAF, FAA et AAC : rouge - blanc - bleu ou rouge - bleu
- Russie :
  -  dans l'Empire russe jusqu'au 16 décembre 1917 : noir - orange - noir - orange - blanc
  - militaire après 1995 : noir - orange - noir - orange avec des rayons dorés (le Ruban de Saint-Georges)
  - police : rouge - bleu - blanc avec des rayons dorés
  - "Army Air Service" jusqu'en 1918 : blanc - bleu - rouge
- Saint Marin : blanc - bleu
- Arabie saoudite : Force aérienne royale saoudienne
- Sénégal : Armée de l'air sénégalaise
- Serbie : rouge - bleu - blanc
- Slovaquie : Forces armées slovaques
- Slovénie : Forces armées slovènes : rouge - bleu - blanc
- Sri Lanka : Armée de l'air sri-lankaise : orange - vert - pourpre - jaune
- Suède :
  - civil : bleu - jaune
  - militaire : jaune
  - pendant le XXe siècle les « hommes listés » portaient « une marque nationale » de jaune - bleu - jaune, mais ce n'était pas à strictement parler une cocarde.
  -  Force aérienne suédoise : bleu - jaune, avec trois couronnes jaunes sur le bleu
- Suisse
  -  : Forces aériennes suisses : 1914-1947
  -  : Forces aériennes suisses : rouge avec croix blanche (centrée)
- Syrie : Armée de l'air syrienne : noir - blanc - rouge, avec deux étoiles vertes dans la bande blanche
- Thaïlande : Force aérienne royale thaïlandaise : rouge - blanc - bleu - blanc - rouge
- Togo : Armée de l'air togolaise
- Tunisie : Armée de l'air tunisienne
- Turquie : Armée de l'air turque : rouge - blanc - rouge
- Ukraine : Force aérienne ukrainienne : bleu - jaune
- Uruguay:
  -  militaire : bleu - blanc - bleu avec une bande diagonale rouge (Drapeau d'Artigas)
  - police - rouge - blanc - bleu
  -  civil - Cocarde de l'Uruguay - blanc - bleu - blanc - bleu - blanc - bleu - blanc - bleu.
- Venezuela : 
  -  avions des forces navales vénézuéliennes : rouge - bleu - jaune
  -  Aviation nationale du Venezuela
- Yougoslavie - bleu-blanc-rouge